# توم بيني
توم بيني (بالإنجليزية: Tom Penny)‏ هو متزلج لوحي بريطاني، ولد في 13 أبريل 1977 في Dorchester on Thames ‏ في المملكة المتحدة.